# 陌生人 (纪录片)
《陌生人：对话圣战分子》（英語：Stranger: Talking to Jihadists）是媒体人柴静在2017年巴塞罗那恐怖襲擊六周年，于2023年8月17日至9月21日发布的关于欧洲伊斯兰恐怖主义袭击的一部纪录片。

## 內容
2017年7月，柴静隨丈夫及女兒移居西班牙巴塞罗那，同年8月17日親歷發生在蘭布拉大道的恐怖襲擊事件，以事件為靈感追查歐洲伊斯蘭恐怖主義活動，歷時數年製作六集系列紀錄片《陌生人：柴靜對話聖戰分子》（Stranger -- Talking to Jihadists），2023年8月17日起在個人YouTube頻道播出，每周一集，每週四更新。8月13日，发布于微信的预告片很快被屏蔽。
| 集數 | 標題           | 英文标题                | 導演       | 首播日期      |
| ---- | -------------- | ----------------------- | ---------- | ------------- |
| 1    | 以谁之名？     | In Whose Name?          | 龚莉       | 2023年8月17日 |
| 2    | 绝路           | No Way Out              | 龚莉       | 2023年8月24日 |
| 3    | 内心之死       | Dying Inside            | Edith Yang | 2023年9月1日  |
| 4    | 纸王冠         | Paper Crown             | Edith Yang | 2023年9月8日  |
| 5    | 弗兰肯斯坦怪物 | Frankenstein's Monster  | 未注明     | 2023年9月15日 |
| 6    | 以人之名       | In the Name of Humanity | 未注明     | 2023年9月21日 |